# Porto Pino

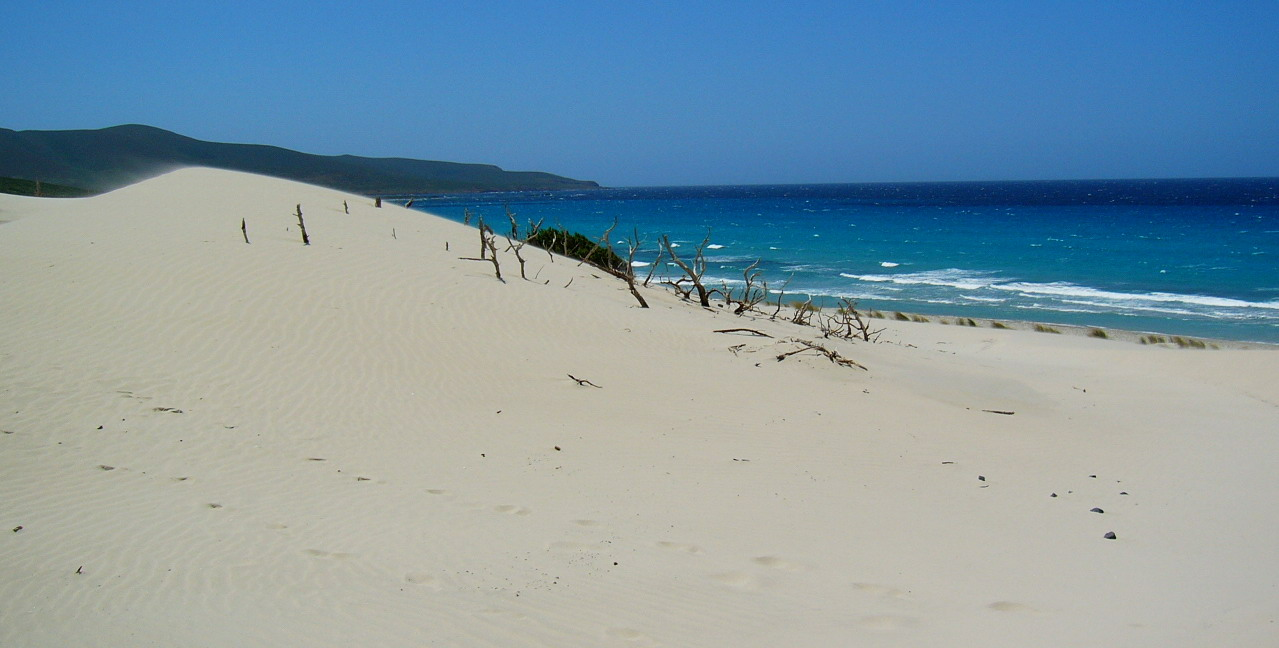
Duny Porto Pino

Porto Pino je lokalita ležící podél pobřeží na jihozápadu Sardinie, poblíž vesničky Sant´Anna Arresi, v italské provincii Sud Sardegna na Sardinii. Jedná se o oblast navštěvovanou tisíci turistů ročně. Je součástí přírodního parku Sulcis.

## Fyzická geografie
K mysu téhož jména, který dosahuje maximální výšky 40 metrů, se vztahují rozlehlé borové lesy, spontánní borovice alepská, které se nachází na Sardinii pouze v této oblasti a na ostrově San Pietro. Borovice alepské zde rostou společně s duby, které jsou typické pro zdejší pobřežní prostředí a také jsou ve zdejší oblasti poměrně vzácné.
V borovém lese vegetují i další druhy, včetně phoenica a Juniperus oxycedrus. Na západní straně vane vítr Maestral, který rozšiřuje nízké křoviny a lesostepi, kde dominuje jamovec, rozmarýn a několik druhů růží. 
Důležitý mokřad v Porto Pino tvoří soustava rybníků. Rybníky jsou určeny pro chov ryb a jsou přímo spojeny se solným jezerem Santa Caterina. Tuto oblast obývá mnoho druhů ptáků, včetně růžových plameňáků či ledňáčků.
Kanál, který odděluje moře od rybníka je dlouhý asi 70 metrů a je obsazen ve vnitřní části borovým lesem, který se nachází přímo na pláži, která se rozprostírá po délce 4 km.

## Památky a zajímavá místa

### Přírodní oblasti

#### Hlavní pláže a duny
Pláž Porto Pino je dlouhá cca 4 km. Ta je tradičně rozdělena do 3 částí: dvě oddělené pláže a oblast písečných dun. Takzvaná první pláž se nachází za obcí u parkoviště. Je dlouhá 550 metrů a oblíbená u plavců díky turistickým službám. Druhá pláž méně než 2 kilometry dlouhá se skládá z bílého písku a je méně navštěvovaná, s výjimkou začátku a konce, které jsou snáze dostupné. Ta je administrativně rozdělena mezi obcemi Sant'Anna Arresi a Teulada.
Oblast dun je třetí oblast pláže. Je asi 1 km dlouhá a nachází se v obci Teulada. Přístup je povolen pouze v létě. Při obdělávání půdy v dunách byly nalezeny vojenské pozůstatky v důsledku vojenského cvičení v nedávné minulosti.[zdroj?]

#### Mys a ostatní pláže
Mys Porto Pineddu, který končí v Punta Menga, je místně známý jako Candiani. Vyznačuje se bílými písčitými plážemi v blízkosti mysu, malé pláže v blízkosti skupiny domů, známá jako „francouzská pláž“ nebo Sa Bua a různé úseky skalnatého pobřeží.
Kanál Porto Pino tvoří jediné spojení mezi mořem a rybníky, které jsou používány jak pro chov ryb, tak pro první odpařování povodí pro slaný rybník Santa Caterina (asi 10 km dlouhý systém potrubí a čerpadel). Správné množství vody je zajištěno přepážkami a odvodněním. Kanál je používán jako kotviště pro rybářské lodě a jachty.